# Bendungan (Simo)
Bendungan is een bestuurslaag in het regentschap Boyolali van de provincie Midden-Java, Indonesië. Bendungan telt 2362 inwoners (volkstelling 2010).